# Durbana setinata
Durbana setinata là một loài bướm đêm trong họ Geometridae.